# Teylers csillagvizsgáló
A Teylers csillagvizsgáló (hollandul: Teylers Sterrenwacht) a haarlemi Teylers Múzeum tetején áll, közvetlenül a múzeum híres ovális terme fölött. Jacobus Barnaart, a múzeum első öt kurátora egyikének kérésére épült meg. Csillagászati érdeklődésének köszönhetően épült meg, annak ellenére, hogy többen, így Martinus van Marum is figyelmeztették, hogy az épületbeli és utcabeli mozgások keltette rezgések miatt nem tud majd pontos méréseket végezni. Ennek oka elsősorban az épület faszerkezete volt, amelyik jól vezette a rezgéseket. A Teylers csillagvizsgáló végül csak megépült, de az eredeti elképzelésekhez képest kisebb méretben. Barnaart fennmaradt jegyzetfüzetében csillagászati megfigyelései is olvashatók. A múzeum mérőeszköz-gyűjteményében láthatók az eredeti távcsövek. 1817-ig egy camera obscura is volt benne, amelyet grafikák, városképek készítésére használtak.